# چورمق (کبودرآهنگ)
چورمق (گل تپه)، روستایی از توابع بخش گل‌تپه در شهرستان کبودرآهنگ در استان همدان است. روستای چورمق یکی از روستاهای استان همدان شهرستان کبودراهنگ بخش گل تپه ویکی از مجموعه روستاهای مهربان سفلی می‌باشد که شغل مردم این روستا کشاورزی و دامداری است و زبان تکلم این روستا ترکی می‌باشد فاصله این روستا تا مرکز استان(شهر همدان) به صورت تقریبی ۸۵ کیلومتر است و هم‌چنین فاصله این روستا تا غار علیصدر هم به صورت تقریبی ۴۵ کیلومتر می‌باشد (محمود سعادتی).

## جمعیت
این روستا در دهستان مهربان سفلی قرار دارد و براساس سرشماری مرکز آمار ایران در سال ۱۳۹۵، جمعیت آن ۲۴۶ نفر (۸۴ خانوار) بوده است.